# Christian Coleman
Pour les articles homonymes, voir Coleman.
Christian Coleman (né le 6 mars 1996 à Atlanta) est un athlète américain, spécialiste des épreuves de sprint. Il est champion du monde du 100 m à Doha en 2019, et médaille d'or mondial avec le relais 4 x 100 m en 2019 et 2023.
Il est également champion du monde en salle en 2018 du 60 m et détenteur du record du monde sur cette distance en 6 s 34.

## Biographie

### Débuts
Christian Coleman se classe troisième du 100 mètres lors des championnats panaméricains juniors 2015, à Edmonton au Canada.
Lors des sélections olympiques américaines 2016, en juillet 2016 à Eugene, il se classe sixième de la finale du 100 mètres en 10 s 06, après avoir franchi pour la première fois de sa carrière la barrière des dix secondes en demi-finale avec le temps de 9 s 95. Toujours en juillet 2016, il s'empare de la médaille d'or du relais 4 × 100 mètres lors des championnats d'Amérique du Nord, d'Amérique centrale et des Caraïbes d'athlétisme espoirs, à San Salvador. Sélectionné dans l'équipe du relais 4 × 100 mètres américain lors des Jeux olympiques de 2016, il participe aux séries du 4 × 100 m et permet aux États-Unis d'accéder à la finale.

### Suprématie universitaire et médailles d'argent aux mondiaux de Londres (2017)

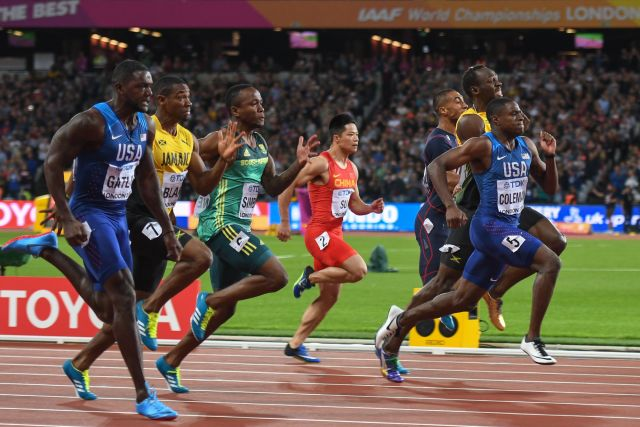
Finale du 100 m des championnats du monde 2017 à Londres où Coleman se classe deuxième derrière Justin Gatlin et devant Usain Bolt.

Étudiant à l'Université du Tennessee à Knoxville, il remporte les titres du 60 mètres et du 200 mètres lors des championnats NCAA en salle 2017 à College Station. Le 27 mai 2017, à Lexington dans le Kentucky, Christian Coleman descend pour la première fois de sa carrière sous les 20 secondes sur 200 m en établissant le temps de 19 s 85 (- 0,5 m/s). Quelques jours plus tard, le 7 juin à Eugene, lors des demi-finales des championnats NCAA, il bat son meilleur temps sur 100 m en 9 s 82 (+ 1,3 m/s), établissant la meilleure performance mondiale de l'année,. Il remporte finalement le titre du 100 m en 10 s 04 et celui du 200 m en 20 s 25, devenant à cette occasion le deuxième athlète après Justin Gatlin à décrocher, lors d'une même saison, quatre titres NCAA individuels dans les épreuves de sprint (deux en plein air et deux en salle). Pour ces performances, il recevra en décembre 2017 le trophée The Bowerman récompensant le meilleur athlète universitaire de l'année. Approché par des équipes de Football américain, il décide de poursuivre sa carrière dans l'athlétisme et passe professionnel.
Le 23 juin 2017, il devient vice-champion des États-Unis du 100 m en 9 s 98, derrière Justin Gatlin (9 s 95), obtenant sa qualification pour les championnats du monde de Londres. Il termine également deuxième du 200 m derrière Ameer Webb.
Le 5 août, en finale du 100 m des Mondiaux de Londres, il s'adjuge la médaille d'argent en 9 s 94, derrière Justin Gatlin (9 s 92) mais devant Usain Bolt (9 s 95) qui dispute la dernière course individuelle de sa carrière. Le 12 août, il devient vice-champion du monde avec le relais 4 × 100 m en 37 s 52 aux côtés de Mike Rodgers, Justin Gatlin et Jaylen Bacon, battus par l'équipe du Royaume-Uni (37 s 47).

### Record du monde du 60 mètres et titre mondial en salle (2018)

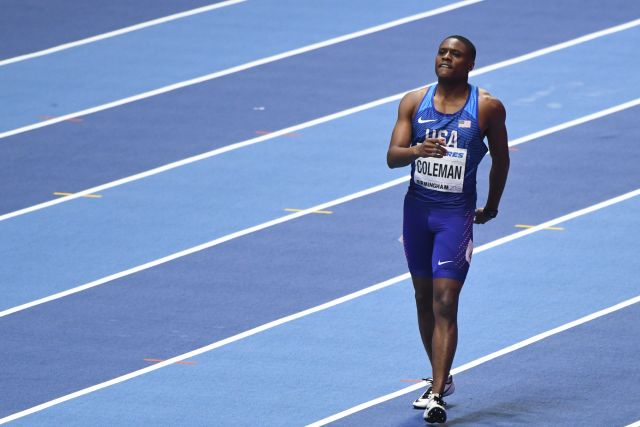
Coleman après son titre mondial sur 60 m aux championnats du monde en salle 2018 de Birmingham.

Le 19 janvier 2018, à Clemson, Christian Coleman établit un nouveau record du monde du 60 mètres en 6 s 37 mais ce record ne sera pas homologué par l'IAAF. Le 18 février 2018, en finale des championnats des États-Unis en salle, à Albuquerque, il bat le record du monde en 6 s 34, améliorant de 5/100e de seconde la marque de son compatriote Maurice Greene, réalisée à deux reprises en 1999 et 2001.
Le 3 mars, il devient champion du monde du 60m en salle à Birmingham, devant le Chinois Su Bingtian et l'autre Américain Ronnie Baker, établissant un nouveau record des championnats en 6 s 37.
Vainqueur des meetings de la Ligue de diamant de Rabat et de Birmingham, il remporte la finale, le 31 août 2018 à Bruxelles en 9 s 79, établissant la meilleure performance mondiale de l'année et devenant le 7e meilleur performeur de l'histoire sur 100 m.

### Soupçons de dopage et titre mondial en plein air (2019)
Le 13 juin 2019, lors des Bislett Games, Coleman établit la meilleure performance mondiale du 100 m en 9 s 85, temps qu'il améliore le 30 juin à Palo Alto en 9 s 81. Champion des États-Unis du 100 m fin juillet en 9 s 99, il termine 2e sur 200 m en 20 s 02 derrière Noah Lyles, et se qualifie pour les deux distances pour les championnats du monde de Doha.
Le 16 août, il renonce à participer au 100 m du meeting de la Ligue de Diamant de Birmingham « à la suite de complications survenues après l'entraînement cette semaine ». Le 22 août, le Daily Mail annonce que Christian Coleman fait l'objet d'une enquête ouverte par l'USADA, l'agence antidopage américaine, pour avoir manqué trois contrôles antidopage en l'espace d'un an. Ces trois "no-shows" pourraient déboucher sur une suspension de deux ans et ainsi priver l'athlète américain des championnats du monde de Doha ainsi que des Jeux Olympiques de Tokyo. Le 24 août, l'USADA confirme les accusations à son encontre, précisant que deux des trois contrôles ratés l'avaient été sous son égide, et le troisième sous celui de l'Unité d'intégrité de l'athlétisme (AIU). Un délibéré est annoncé pour le 4 septembre, une date rapidement choisie afin de déterminer si l'athlète pourra participer ou non aux Mondiaux de Doha. Finalement le 2 septembre, l'USADA annonce abandonner les charges qui pesaient sur Coleman en raison d'une erreur de date dans l'enregistrement des trois contrôles inopinés supposément manqués sur douze mois par l'athlète. Alors que l'agence avait tout d'abord indiqué que le vice-champion du monde 2017 avait contrevenu aux règles de localisation le 6 juin 2018, le 16 janvier 2019 et le 26 avril 2019, l'avocat de Coleman a fait valoir que l'un de ces contrôles ratés, le 6 juin 2018, devait selon le règlement de l'Agence mondiale antidopage être reporté au 1er avril 2018, ce qui ne donnait plus trois mais deux no-show en un an. Pour 26 jours, Coleman est donc blanchi par l'USADA et est autorisé à concourir aux Mondiaux de Doha. Le 11 septembre, l'athlète clame son innocence sur son compte Instagram, assurant qu'il ne buvait que "de l'eau et du Powerade" et qu'il était "le plus grand défenseur du sport propre". Il demande également des excuses publiques de la part de l'USADA qu'il accuse d'avoir entaché sa réputation et de lui avoir fait perdre potentiellement 150 000 dollars en primes de meetings, puisqu'il a dû renoncer à courir pendant l'enquête.
Le 28 septembre, il s'impose en finale du 100 m des championnats du monde 2019 à Doha en signant la meilleure performance mondiale de l'année et en établissant un nouveau record personnel en 9 s 76. Il devance sur le podium le champion du monde en titre américain Justin Gatlin et le Canadien Andre De Grasse, et réalise par la même occasion le temps le plus rapide pour une victoire en championnats du monde depuis les 9 s 58 d'Usain Bolt à Berlin en 2009. Ce temps fait aussi de lui le sixième performeur de tous les temps derrière Usain Bolt, Tyson Gay et Yohan Blake (9 s 69), Asafa Powell (9 s 72) et Justin Gatlin (9 s 74). Le lendemain, il déclare forfait pour les séries du 200 m, épreuve pour laquelle il avait réalisé les minima. Le 5 octobre, il s'adjuge une seconde médaille d'or dans ces Mondiaux en remportant la finale du relais 4 x 100 m en 37 s 10 en compagnie de Justin Gatlin, Mike Rodgers et Noah Lyles. Pourtant, le relais américain avait failli être disqualifié dès les séries après une réclamation des équipes italiennes et canadiennes qui considéraient que le dernier passage de témoin entre Mike Rodgers et Cravon Gillepsie s'était effectué hors-zone. L'équipe américaine avait finalement été confirmée en finale par le jury qatari.

### Suspension de dix-huit mois (2020-2021)

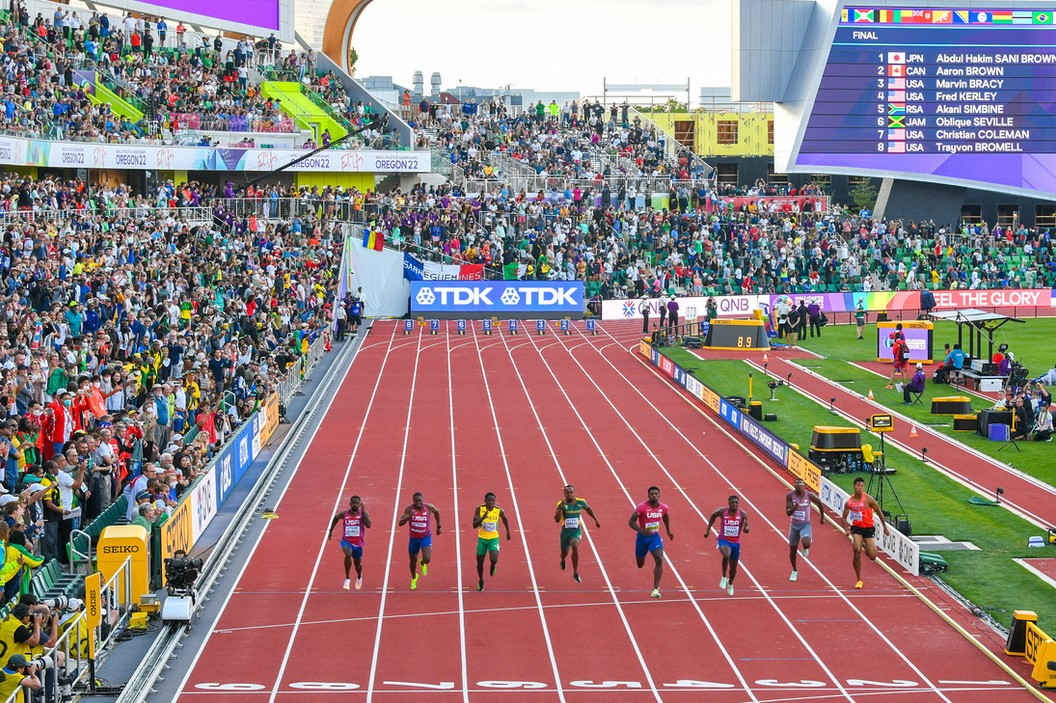
Christian Coleman (couloir no 7) lors de la finale du 100 m des championnats du monde 2022.

Pour sa première course en salle le 14 février 2020 à l'occasion des championnats des États-Unis à Albuquerque, Christian Coleman réalise la meilleure performance mondiale de la saison sur 60 m avec un temps de 6 s 48. Le 16 février, il s'impose en finale en 6 s 37, à seulement 3 centièmes du record du monde de la distance qu'il détient depuis 2018,.
Le 17 juin 2020, l'Unité d'Intégrité de l'athlétisme (AIU) annonce sa suspension provisoire à la suite d'un nouveau test antidopage manqué le 9 décembre 2019, soit son troisième en moins d'un an. Le champion du monde du 100 m se défend en déclarant que les contrôleurs s'étaient rendus chez lui alors qu'il effectuait des achats de cadeaux de Noël dans un centre commercial voisin, et qu'ils n'avaient pas essayé de le contacter par téléphone. Il déclare également sur son compte Twitter : "Je pense que la tentative du 9 décembre a été délibérée, pour me faire rater un contrôle. Ne me dites pas que j'ai « raté un contrôle » si vous vous faufilez devant ma porte à mon insu".
L'AIU confirme le 27 octobre sa suspension pour manquements à ses obligations de localisation antidopage pour une durée de deux ans, soit jusqu'au 14 mai 2022. L'athlète américain est donc privé des Jeux olympiques de Tokyo mais pourra participer aux championnats du monde d'Eugene prévus pour juillet 2022. Il déclare le lendemain vouloir faire appel de la décision.
Le 16 avril 2021, le Tribunal arbitral du sport décide de réduire la suspension de Coleman à 18 mois, au motif que le « degré de négligence » du sprinteur américain était « plus bas que celui établi dans la décision initiale ». L'athlète, suspendu jusqu'au 14 novembre 2021, reste cependant privé des Jeux olympiques.

### Retour de suspension et nouvelles médailles planétaires en relais (depuis 2022)
De retour de suspension début 2022, l'Américain conquiert tout d'abord le troisième titre national de sa carrière sur 60 m avec un chrono en 6 s 45. Le recordman du monde de la distance participe ensuite aux Mondiaux en salle de Belgrade mais il est battu à la photo-finish par l'Italien Marcell Jacobs, champion olympique du 100 m en 2021, qui réalise le même temps que lui en 6 s 41.
Qualifié sur 100 m pour les championnats du monde en plein air d'Eugene, Coleman se classe 6e de la finale en 10 s 01. Avec ses compatriotes Noah Lyles, Elijah Hall et Marvin Bracy, il décroche ensuite la médaille d'argent du relais 4 × 100 m, derrière le Canada.
Aux Mondiaux de Budapest en 2023, il doit une nouvelle fois se contenter d'une place d'honneur sur 100 m, terminant 5e en 9 s 92 alors qu'il menait la course jusqu'aux 60 mètres. Quelques jours plus tard, l'équipe américaine dont il fait partie est sacrée championne du monde du 4 x 100 m avec le temps de 37 s 38, devant l'Italie et la Jamaïque. Il s'agit pour Coleman de sa troisième médaille planétaire sur le relais, et la deuxième en or après 2019.
A la fin de la saison en septembre, l'Américain s'impose en finale du 100 m de la Ligue de diamant à Eugene. Grâce à un chrono en 9 s 83, il bat le champion du monde du 100 m Noah Lyles et égale la meilleure performance mondiale de l'année.

## Palmarès

### International
| Date | Compétition                        | Lieu             | Résultat | Épreuve   | Temps   |
| ---- | ---------------------------------- | ---------------- | -------- | --------- | ------- |
| 2015 | Championnats panaméricains juniors | Edmonton         | 3e       | 100 m     | 10 s 32 |
| 2016 | Championnats NACAC espoirs         | San Salvador     | 1er      | 4 × 100 m | 38 s 63 |
| 2017 | Championnats du monde              | Londres          | 2e       | 100 m     | 9 s 94  |
| 2017 | Championnats du monde              | Londres          | 2e       | 4 × 100 m | 37 s 52 |
| 2018 | Championnats du monde en salle     | Birmingham       | 1er      | 60 m      | 6 s 37  |
| 2018 | Ligue de diamant                   | Ligue de diamant | 1er      | 100 m     | 9 s 79  |
| 2019 | Championnats du monde              | Doha             | 1er      | 100 m     | 9 s 76  |
| 2019 | Championnats du monde              | Doha             | 1er      | 4 x 100 m | 37 s 10 |
| 2022 | Championnats du monde en salle     | Belgrade         | 2e       | 60 m      | 6 s 41  |
| 2022 | Championnats du monde              | Eugene           | 6e       | 100 m     | 10 s 01 |
| 2022 | Championnats du monde              | Eugene           | 2e       | 4 × 100 m | 37 s 55 |
| 2023 | Championnats du monde              | Budapest         | 5e       | 100 m     | 9 s 92  |
| 2023 | Championnats du monde              | Budapest         | 1er      | 4 × 100 m | 37 s 38 |
| 2023 | Ligue de diamant                   | Ligue de diamant | 1er      | 100 m     | 9 s 83  |
| 2024 | Championnats du monde en salle     | Glasgow          | 1er      | 60 m      | 6 s 41  |

### National
- Championnats des États-Unis d'athlétisme :
  - Plein air : vainqueur du 100 m en 2019 ; 2e du 100 m et du 200 m en 2017
  - Salle : vainqueur du 60 m en 2018 ; 2e du 200 m en 2017
- Championnats NCAA :
  - Plein air : vainqueur du 100 m et du 200 m en 2017
  - Salle : vainqueur du 60 m en 2017, du 200 m en 2016 et 2017

## Records

### Records personnels
| Épreuve   | Épreuve   | Temps       | Lieu            | Date              |
| --------- | --------- | ----------- | --------------- | ----------------- |
| Plein air | 100 m     | 9 s 76      | Doha            | 28 septembre 2019 |
| Plein air | 200 m     | 19 s 85     | Lexington       | 27 mai 2017       |
| Plein air | 4 × 100 m | 37 s 10     | Doha            | 5 octobre 2019    |
| En salle  | 60 m      | 6 s 34 (WR) | Albuquerque     | 18 février 2018   |
| En salle  | 200 m     | 20 s 11     | College Station | 11 mars 2017      |

### Meilleures performances par année
| Année | Temps   | Date         | Lieu       | Rang |
| ----- | ------- | ------------ | ---------- | ---- |
| 2014  | 10 s 30 | 14 juin      | Greensboro |      |
| 2015  | 10 s 18 | 26 juin      | Eugene     |      |
| 2016  | 9 s 95  | 3 juillet    | Eugene     | 15   |
| 2017  | 9 s 82  | 7 juin       | Eugene     | 1    |
| 2018  | 9 s 79  | 31 août      | Bruxelles  | 1    |
| 2019  | 9 s 76  | 28 septembre | Doha       |      |
| 2020  | —       | —            | —          | —    |
| 2021  | —       | —            | —          | —    |
| 2022  | 9 s 87  | 24 juin      | Eugene     |      |
| 2023  | 9 s 83  | 16 septembre | Eugene     |      |

| Année | Temps   | Date      | Lieu           | Rang |
| ----- | ------- | --------- | -------------- | ---- |
| 2014  | 20 s 94 | 14 juin   | Greensboro     |      |
| 2015  | 20 s 61 | 30 mai    | Jacksonville   |      |
| 2016  | 20 s 26 | 10 juin   | Eugene         | 41   |
| 2017  | 19 s 85 | 27 mai    | Lexington      | 3    |
| 2018  | —       | —         | —              | —    |
| 2019  | 19 s 91 | 9 juillet | Székesfehérvár |      |
| 2020  | —       | —         | —              | —    |
| 2021  | —       | —         | —              | —    |
| 2022  | 19 s 92 | 22 avril  | Lexington      |      |
| 2023  | 19 s 93 | 9 juillet | Eugene         |      |